# Lumpatan II
Lumpatan II is een bestuurslaag in het regentschap Musi Banyuasin van de provincie Zuid-Sumatra, Indonesië. Lumpatan II telt 4560 inwoners (volkstelling 2010).